# Alfa Cygnidy
Alfa Cygnidy (ACG) – rój meteorów aktywny w lipcu. Jego radiant znajduje się w gwiazdozbiorze Łabędzia. Maksimum roju przypada w okolicach 16-17 lipca, a maksymalna aktywność wynosi 2-3 meteory na godzinę.
Alfa Cygnidy zostały zauważone przez W. Denninga na początku XX wieku. W latach 50. XX wieku Rosjanie sfotografowali jedno zjawisko w dwóch swoich stacjach, co pozwoliło na wyznaczenie położenia radiantu roju na rektascencję 304,5 stopnia i deklinację 48,7 stopnia oraz prędkości geocentrycznej na 41 km/s.
Pierwsze oszacowania aktywności roju zostały uzyskane przez Petera Jenniskensa z Dutch Meteor Society. Opierając się na 11-letniej bazie obserwacyjnej, Jenniskens stwierdził, że Alfa Cygnidy mają maksimum swojej aktywności 18 lipca z zenitalną liczbę godzinną (ZHR) 2,5 ± 0,8. Według niego rój miał być aktywny od 7 do 29 lipca.
W latach 1998–2002 kilka artykułów na temat Alfa Cygnidów opublikowali obserwatorzy Pracowni Komet i Meteorów. Ostatnie z nich opierają się na materiale wizualnym obejmującym 2000 godzin obserwacji i 11 tysięcy odnotowanych meteorów oraz na materiale teleskopowym z kilkoma tysiącami naszkicowanych meteorów. Wynika z nich, że rój aktywny jest w dniach 30 czerwca – 31 lipca z wyraźnym maksimum występującym w okolicach 16-17 lipca, kiedy to ZHR sięga poziomu 2,4 ± 0,1. Rój zaznaczał też swoją obecność w obserwacjach wideo prowadzonych przez niemieckie AKM.